# Giuseppe Gibilisco (pugile)
Giuseppe Gibilisco, meglio noto come Joe Gibilisco (Solarino, 1º maggio 1954), è un ex pugile italiano, in possesso anche della cittadinanza australiana. Fu campione europeo dei pesi leggeri tra il 1981 e il 1983.

## Biografia

### Carriera pugilista
Emigrato con la sua famiglia, inizia la sua attività professionistica in Australia con risultati inizialmente favorevoli e poi con alti e bassi. Il 7 ottobre 1977 fallisce il tentativo di conquistare il titolo australiano dei pesi leggeri, sconfitto ai punti da Billy Mullholland.
Torna in Italia nella primavera 1978 per combattere nella scuderia di Umberto Branchini. Ottiene nove vittorie e un solo pari, contro Lucio Cusma, l’11 luglio 1979 a Rimini.
Il 10 maggio 1981 vola a Dublino per mettere KO al sesto round il nordirlandese Charlie Nash e conquistare il titolo europeo dei pesi leggeri.
Lo difende vittoriosamete mettendo KO al nono round lo spagnolo Jose Luis Heredia, il 21 ottobre a Taormina e mettendo KO al primo round il 18 dicembre a Milano l’altro spagnolo Ramon Garcia Marichal.
Il 24 febbraio 1982, a Campobasso, con in palio il titolo europeo, è fermato sul pari dal britannico Ray Cattouse.. 
Difende ancora vittoriosamente la cintura europea, l’11 novembre successivo a Sassari, mettendo KO al quarto round José Antonio Garcia.
Perde il titolo il 17 marzo 1983 a Capo d’Orlando di fronte a Lucio Cusma per abbandono al 13º round. È l’unica sconfitta di Joe Gibilisco conseguita in Italia. Dopo di ciò, lascia la boxe.